# رالی کرواسی ۲۰۲۴
رالی کرواسی ۲۰۲۴ یک رویداد اتومبیل‌رانی برای خودروهای‌های رالی بود که طی چهار روز از ۱۸ تا ۲۱ آوریل ۲۰۲۴ در کشور کرواسی برگزار شد. این مسابقه، چهل و هشتمین دوره رالی کرواسی بود برگزار شد، همچنین چهارمین دور از مسابقات رالی قهرمانی جهان ۲۰۲۴، رالی قهرمانی جهان ۲ و ۳ بود. این رویداد همچنین دومین دور از مسابقات رالی قهرمانی جوانان جهان در سال ۲۰۲۴ بود. این رویداد در زاگرب برگزار شد و بیش از بیست مرحله ویژه مسابقه داشت که مسافت رقابتی کلث ۲۸۳٫۲۸ کیلومتر (۱۷۶٫۰۲ مایل) را رانندگان طی می‌کردند
سباستین اوژیه و وینسنت لندی در رالی کرواسی به پیروزی رسیدند و تیم آنها، تویوتا، با موفقیت از عنوان برد سازنده سال قبل خود دفاع کرد. نیکولای گریازین و کنستانتین الکساندروف در مسابقات رالی قهرمانی جهان ۲ به برد رسیدند. رومت یورگنسون و سیم اوجا نیز در کلاس جهانی رالی ۳ و همچنین کلاس نوجوانان به پیروزی رسیدند.